# Francis Hegerty
Pour les articles homonymes, voir Hegerty.
Francis Hegerty, né le 22 septembre 1982 à Canberra, est un rameur d'aviron australien.

## Carrière
Francis Hegerty participe aux Jeux olympiques de 2008 à Pékin. Il remporte la médaille d'argent en quatre sans barreur, avec James Marburg, Cameron McKenzie-McHarg et Matthew Ryan.